# Neocteniza malkini
Espèce
Neocteniza malkini est une espèce d'araignées mygalomorphes de la famille des Idiopidae.

## Distribution
Cette espèce est endémique d'Équateur.

## Description
La femelle holotype mesure 26,14 mm.

## Étymologie
Cette espèce est nommée en l'honneur de Borys Malkin.

## Publication originale
- Platnick & Shadab, 1981 : Two new species of the mygalomorph spider genus Neocteniza (Araneae, Actinopodidae). Bulletin of the American Museum of Natural History, vol. 170, p. 76-79 (texte intégral).